# Pseudolycus ater
Pseudolycus ater is een keversoort uit de familie schijnboktorren (Oedemeridae). De wetenschappelijke naam van de soort is voor het eerst geldig gepubliceerd in 1931 door Pic.